# بين ياغان
بين ياغان هو لاعب كرة قدم بلجيكي في مركز الهجوم، ولد في 9 فبراير 1995 في مدينة بروكسل في بلجيكا. لعب مع آود هيفرلي لوفين.

## وصلات خارجية
- بين ياغان على موقع قاعدة بيانات كرة القدم.إي يو (الإنجليزية)
- بين ياغان على موقع Soccerway.com (الإنجليزية)